# Alfredo Di Stéfano
Alfredo di Stéfano Laulhé (Barracas, Buenos Aires 4. srpnja 1926. – Madrid 7. srpnja 2014.) je bio argentinsko - španjolski nogometaš i trener te počasni predsjednik Reala. Roditelji su mu bili talijanski doseljenici. Smatra se jednim od najboljih nogometaša koji je kročio nogometnim terenima. Najviše ga se pamti po njegovim igrama za madridski Real gdje je bio važan kotačić u osvajanju 5 uzastopnih titula Kupa prvaka u razdoblju od 1956. do 1960. Jedini igrač koji je još s Realom osvojio tih pet titula bio je Francisco Gento. Di Stefano je nastupao za tri različite reprezentacije: Kolumbiju, Argentinu i Španjolsku.
Di Stefano, poznat i pod nadimkom La Saeta Rubia (Plava strijela),  je bio snažan nogometaš, velike izdržljivosti i tehnički potkovan golgeter. Četvrti je najbolji strijelac Primere i drugi najbolji strijelac Reala, odmah iza velikog Raula, s 216 pogodaka u 282 nastupa. U studenom 2003. izabran je za "Zlatnog igrača Španjolske". Pelé ga je izabrao u najboljih 100 igrača ikada te je još nadodao da je Di Stefano najbolji argentinski nogometaš "zauvijek". Od mnogih bivših nogometaša opisan je kao "najpotpuniji nogometaš svih vremena".

## Sportska karijera
Kako je već napisano, njegovi su roditelji bili talijasnki doseljenici iz gradića Nicolosija, u blizini Catanie. Sa 17 godina počinje nastupati za River Plate, poslije prelazi u kolumbijski Milionarios. U 12 godina u Argentini i Kolumbiji osvojio je 6 trofeja.
Većina njegove karijere vezana je za Real Madrid, gdje je tijekom 1950-ih bio važan kotačić u osvajanju Europskog Kupa prvaka, u tom je razdoblju pet puta uzastopno osvaja to natjecanje. U ubojitom tandemu s Puskasom i u pozadini s Gentom bio je nezaustavljiv. U svih 5 finala Kupa prvaka postigao je po pogodak, a u potonjem hat-trick. Poslije prelazi u Espanyol gdje igra do kraja svoje karijere.

## Kontroverzni transfer
Di Stefana je promatrao Josep Samitier, skaut Barcelone i osobni prijatelj predsjednika Milionaresa. On nagovara Di Stefana na prijelaz u Barcelonu. On doista i potpisuje za Barcelonu, ali pošto su se Milionares i River Plate sukobili oko prava na igrača taj transfer dolazi u pitanje. FIFA upućuje zamolbu Španjolskom nogmetnom savezu da to riješi. U međuvremenu Di Stefano se sastao s predsjednikom Reala, Bernabeuem, i odlučuje potpisati za Real. Međutim, predsjednici klubova Barcelone i Reala, Carreto i Bernabeu su se dogovorili da Di Stefano odigra po dvije sezone u svakom klubu. To dovodi do negodovanja Barcelonine uprave i navijača pa je Carreto smijenjen,  a sporazum je ukinut. Tako Di Stefano postaje igračem madridskog giganta.

## Reprezentativna karijera
Di Stefano je igrao za tri različite reprezentacije. To su bile Kolumbija, Argentina i Španjolska. FIFA nije priznala njegovo nastupanje za Kolumbiju. S Argentinom je Di Stefano osvojio Copu Américu 1947.

## Trenerska karijera
Nakon što je "objesio kopačke o klin" posvetio se trenerskoj karijeri. Vodio je River Plate i Bocu Juniors do naslova prvaka. S Valencijom osvaja Primeru i Kup kralja te Kup pobjednika kupova. Trenirao je i Sporting Lisabon te Real od 1982. do 1984. Tada je 1983. Real doveo do finala svih pet natjecanja, ali je Real izgubio u svih pet finala.

## Umirovljenje
Živio je u Španjolskoj, a dana 5. studenog 2000. imenovan je za počasnog predsjednika Reala, a Real mu je i posvetio nogometni teren na kojem danas igra RM Castilla.

## Smrt
Dana 7. srpnja 2014. prestalo je kucati srce velikog Di Stefana u 88. godini života. Umro je od srčanog udara.

## Trofeji

### Klub
- River Plate
  - Primera División Argentina: 1945., 1947.
  - Finalist South American Club Championshipa : 1948.
- Millonarios
  - Colombian Championship: 1949., 1951., 1952., 1953.
  - Colombian Cup: 1953.
  - Copa Bodas de Oro del Real Madrid: 1952.
- Real Madrid
  - La Liga: 1954., 1955., 1957., 1958., 1961., 1962., 1963., 1964.
  - Copa del Rey: 1962.
  - Europski kup: 1956., 1957., 1958., 1959., 1960.
  - Interkontinentalni kup: 1960.
  - Pequeña Copa del Mundo de Clubes: 1953., 1956.
  - Latin Cup: 1955., 1957.

### Reprezentacija
- Argentina
  - Copa América: 1947.

### Trenerski
- Boca Juniors
  - Argentinska Primera División (1): 1969.
  - Argentinski nogometni kup (1): 1969
- River Plate
  - Argentinska Primera División (1): 1981.
- Valencia
  - La Liga (1): 1971.
  - Kup pobjednika kupova (1): 1980.
  - Segunda División (1): 1987.
- Real Madrid
  - Supercopa de España (1): 1990.

### Pojedinačno
- Najbolji strijelac argentinske lige (1): 1947.
- Najbolji strijelac kolumbijske lige (2): 1951., 1952.
- Trofej Pichichi (5): 1954., 1956., 1957., 1958., 1959.
- Zlatna lopta (2): 1957.,  1959.
- Najbolji strijelac Europskog kupa (2): ¸1958., 1962.
- Španjolski nogometaš godine (4): 1957., 1959., 1960., 1964.
- FIFA 100
- Zlatni nogometaš Španjolske

## Vanjske poveznice
- Statistika igrača iz LFP službene stranice
- Statistika trenera iz LFP službene stranice
- Španjolska nogometna reprezentacija iz Sportec.es
- Detalji međunarodnih susreta iz RSSSF
- UEFA.com - Zlatni španjolski igrač
- Golovi Alfreda di Stéfana  Arhivirana inačica izvorne stranice od 14. veljače 2010. (Wayback Machine)